# Hiszpańscy posłowie do Parlamentu Europejskiego 1999–2004
Hiszpańscy posłowie V kadencji do Parlamentu Europejskiego zostali wybrani w wyborach przeprowadzonych 13 czerwca 1999.

## Lista posłów
Wybrani z listy Partii Ludowej (EPP-ED)
- María Antonia Avilés Perea
- Pilar Ayuso González
- Juan José Bayona de Perogordo, poseł do PE od 24 kwietnia 2002
- Felipe Camisón Asensio, poseł do PE od 1 marca 2000
- Fernando Fernández Martín
- Gerardo Galeote Quecedo
- José Manuel García-Margallo
- Cristina García-Orcoyen Tormo
- Salvador Garriga Polledo
- José María Gil-Robles Gil-Delgado
- Cristina Gutiérrez-Cortines Corral
- Jorge Salvador Hernández Mollar
- María Esther Herranz García, poseł do PE od 21 stycznia 2002
- Íñigo Méndez de Vigo
- Juan Andrés Naranjo Escobar, poseł do PE od 20 września 1999
- Juan Ojeda Sanz
- Marcelino Oreja Arburúa, poseł do PE od 23 lipca 2002
- Manuel Pérez Álvarez
- José Javier Pomés Ruiz
- Encarnación Redondo Jiménez
- Mónica Ridruejo
- José Salafranca Sánchez-Neyra
- Jaime Valdivielso de Cué
- Daniel Varela Suanzes-Carpegna
- Alejo Vidal-Quadras Roca
- José Vila Abelló, poseł do PE od 2 kwietnia 2004
- Theresa Zabell

Wybrani z listy Hiszpańskiej Socjalistycznej Partii Robotniczej (PES)
- Luis Marco Aguiriano Nalda, poseł do PE od 1 kwietnia 2004
- Pedro Aparicio Sánchez
- Enrique Barón Crespo
- Luis Berenguer Fuster
- Carlos Carnero
- Alejandro Cercas Alonso
- Carmen Cerdeira
- Rosa Díez
- Bárbara Dührkop Dührkop
- Juan de Dios Izquierdo Collado
- María Izquierdo Rojo
- Miguel Ángel Martínez Martínez
- Manuel Medina Ortega
- José María Mendiluce
- Emilio Menéndez del Valle
- Rosa Miguélez
- Ana Miranda de Lage, poseł do PE od 20 czerwca 2003
- Raimon Obiols i Germà
- Fernando Pérez Royo
- Francisca Sauquillo Pérez del Arco
- Cristina Soriano, poseł do PE od 2 kwietnia 2004
- María Sornosa Martínez
- Anna Terrón i Cusí (członek PSC)
- Elena Valenciano

Wybrani z listy Zjednoczonej Lewicy (EUL/NGL)
- María Luisa Bergaz Conesa, poseł do PE od 24 lipca 2003
- Salvador Jové Peres
- Pedro Marset Campos
- Alonso Puerta

Wybrani z listy Konwergencji i Unii
- Concepció Ferrer (EPP-ED, członek UDC)
- Enric Morera i Català (G-EFA, członek BNV), poseł do PE od 2 kwietnia 2004
- Joan Vallvé i Ribera (ELDR, członek CDC), poseł do PE od 25 października 2002

Wybrani z listy Koalicji Europejskiej
- Juan Manuel Ferrández Lezaun (G-EFA, członek PA), poseł do PE od 10 lipca 2003
- Enrique Monsonís Domingo (ELDR, członek UV), poseł do PE od 26 marca 2003

Wybrani z listy Koalicji Nacjonalistycznej – Europy Narodów
- Josu Ortuondo Larrea (G-EFA, członek PNV)
- Miquel Mayol i Raynal (G-EFA, członek ERC), poseł do PE od 8 czerwca 2001

Wybrany z listy Galisyjskiego Bloku Nacjonalistycznego (G-EFA)
- Camilo Nogueira Román

Wybrany z listy Euskal Herritarrok (Niez.)
- Koldo Gorostiaga Atxalandabaso

Byli posłowie V kadencji do PE
- Alejandro Agag (PP), do 11 kwietnia 2002
- Carlos Bautista (CE, członek PA), do 6 lipca 2003
- Joan Colom i Naval (PSOE, członek PSC), do 25 lutego 2004
- Pere Esteve (CiU, członek CDC), do 16 października 2002
- Juan Manuel Fabra Vallés (PP), do 29 lutego 2000
- Carmen Fraga Estévez (PP), do 11 stycznia 2002
- Carles-Alfred Gasòliba (CiU, członek CDC), do 1 kwietnia 2004
- Laura González Álvarez (IU), do 7 lipca 2003
- Gorka Knörr (CN+EdlP, członek EA), do 7 czerwca 2001
- María del Carmen Ortiz (PSOE), od 8 marca 2004 do 31 marca 2004
- Ana de Palacio (PP), do 9 lipca 2002
- Loyola de Palacio (PP), do 15 września 1999
- Carlos Ripoll y Martínez de Bedoya (PP), do 1 kwietnia 2004
- María Rodríguez Ramos (PSOE), do 31 marca 2004
- Isidoro Sánchez (CE, członek CC), do 19 marca 2003
- Carlos Westendorp (PSOE), do 17 czerwca 2003